# 20219 Brianstone
A 20219 Brianstone (ideiglenes jelöléssel (20219) 1997 GP36) a Naprendszer kisbolygóövében található aszteroida. A LINEAR projekt keretében fedezték fel 1997. április 6-án.